# Bitwa pod Delft
Bitwa pod Delft – bitwa stoczona 25 grudnia 2007 roku w ramach trwającej na Sri Lance, wojny domowej. Starcie rozegrało się pomiędzy oddziałami marynarki Sri Lanki a siłami morskimi Morskich Tygrysów którzy są morskim, zbrojnym ramieniem organizacji Tamilskie Tygrysy.
Bitwa rozpoczęła się, kiedy strona rządowa dowiedziała się o przemieszczeniu się sił morskich należących do Tamilów w rejonie wyspy Delft. Po krótkim rozpoznaniu siły marynarki Sri Lanki wspierane przez siły powietrzne zaatakowały okręty należące do Morskich Tygrysów. Po kilkugodzinnej wymianie ognia bitwa zakończyła się a obie strony ogłosiły zwycięstwo w bitwie. Strona tamilska ogłosiła zatopienie jednego okrętu marynarki Sri Lanki oraz uszkodzenie drugiego okrętu podczas gdy siły rządowe ogłosiły zatopienie od 6 do 9 łodzi należących do Tygrysów oraz zabicie ponad 40 rebeliantów.
Wynik bitwy do dziś nie jest ostatecznie znany, z powodu ciągłej zmiany stanowisk w sprawie poniesionych strat podczas bitwy.